# Richard Byrd
Pour les articles homonymes, voir Richard Byrd (athlète) et Byrd.
Richard Evelyn Byrd (Winchester, 25 octobre 1888 - Boston, 11 mars 1957) est un explorateur polaire et aviateur américain de l'US Navy ayant le grade de contre-amiral.

## Biographie
Il est formé dans quatre institutions différentes, l'Académie militaire de Shenandoah, l'Institut militaire de Virginie, l'université de Virginie (1904-1908) et l'Académie navale d'Annapolis (1912).
Entré dans l'US Navy en 1912, il sert sur le USS Kentucky, le USS Wyoming et le USS Missouri et participe aux campagnes contre le Mexique et à l'occupation de Veracruz (1914). Il est ensuite affecté sur le yacht du secrétaire d’État à la Marine et sur celui du Président.
Quittant la Marine en 1919 mais continuant à servir au Bureau du personnel naval à Washington, il apprend rapidement à piloter à Pensacola et se passionne pour les moyens de navigation maritimes appliqués à l'aéronautique. Il enquête sur les crashes d'appareils et est conseiller de l'US Navy lors de la mise au point d'une traversée aérienne transatlantique en 1919.
Responsable des pilotes de l'expédition arctique de Donald Baxter MacMillan (1925), le 9 mai 1926, il tente le survol du pôle Nord avec le Fokker F.VIIa/3m baptisé Josephine Ford, quelques jours avant le survol du pôle par Amundsen avec le dirigeable Norge, mais il est contraint de faire demi-tour à cause d'une avarie. Il reçoit néanmoins la médaille du Congrès.
Le 29 juin 1927, soit un peu plus d'un mois après l'exploit de Charles Lindbergh, il réalise sur un Fokker F.VIIa/3m baptisé America un vol transatlantique de New York à Ver-sur-Mer. À cette occasion, il est nommé chevalier de la Légion d'honneur.
C'est en 1928 qu'il lance sa première expédition dans l'Antarctique avec deux navires et trois avions spécialement équipés. Un équipement radio permit le suivi mondial de l'expédition. Durant l'été 1928, un camp de base est construit sur la grande barrière de Ross. Ce camp de base est dénommé Ver-sur-Mer, en souvenir de l'accueil qu'il avait reçu lors de son amerrissage pour sa traversée de l'Atlantique en juin 1927. Il joue un rôle prépondérant dans la découverte de la zone comprise entre le plateau Rockefeller et la Eights Coast, à laquelle il donne le nom de « Terre Marie Byrd », en l'honneur de sa femme, Mary Byrd.
Le 29 novembre 1929, Byrd tente le survol du Pôle Sud qu'il réussit après un vol périlleux de 18 heures à basse altitude. Il utilise alors un Ford Trimotor baptisé Floyd Bennett, nommé après son camarade. À son retour, il est acclamé dans les rues de New York.
Byrd lance encore trois expéditions en Antarctique :
- en 1933-1935 : à cause du mauvais temps, cette expédition faillit lui être fatale, car, confiné dans un abri creusé dans la glace, il est près de l'asphyxie par monoxyde de carbone et est sauvé par Thomas Poulter. C'est la radio qui le sauve et permet son rapatriement. Cette expédition dispose de trois Citroën-Kégresse prêtées par André Citroën et qui résistent tant bien que mal à des froids de −70 °C[4] ;
- en 1939-1941 ;
- en 1946-1947, opération Highjump qui est la plus importante en Antarctique. Cette expédition mobilise un impressionnant cortège de navires, d'avions, d'hommes et de matériel. Des rumeurs parlent même d'annexion de l'Antarctique. Après le crash d'un appareil et le heurt d'un iceberg par un sous-marin, il est mis fin subitement à cette expédition.

En 1955, il commande l'expédition Deep Freeze I et II qui établit la base américaine permanente McMurdo en bord de mer de Ross (1955-1957).

## Hommages

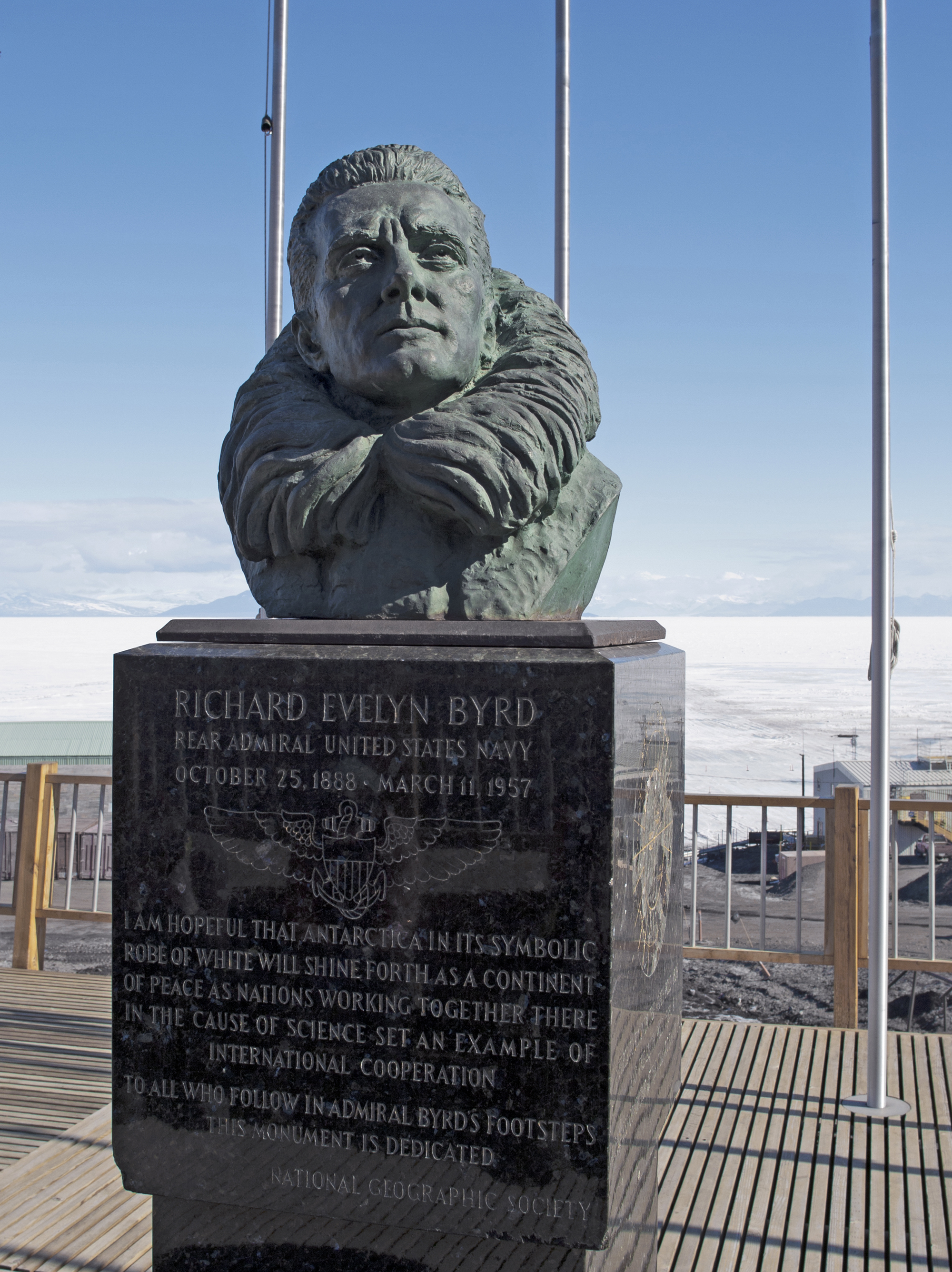
Buste de Richard Byrd à la station McMurdo.

Deux points géographiques ont reçu son nom : le Mont Byrd sur l'île de Ross en Antarctique et le cratère lunaire Byrd. Deux navires de l'US Navy ont également été nommés en son honneur, le cargo USNS Richard E. Byrd (en) et le destroyer USS Richard E. Byrd (en).
L'Aéroport international de Richmond a été nommé Richard E. Byrd Airport en 1927 en son honneur.
Une plaque commémorative à son nom a été érigée en 1965 à la base antarctique McMurdo, elle est classée monument historique de l'Antarctique.
Un monument est également érigé en sa mémoire au Mount Victoria Lookout, à Wellington (Nouvelle Zélande). Le monument pointe vers le sud et vers l'Antarctique.